# Thamnochortus
Thamnochortus är ett släkte av gräsväxter. Thamnochortus ingår i familjen Restionaceae.

## Bildgalleri

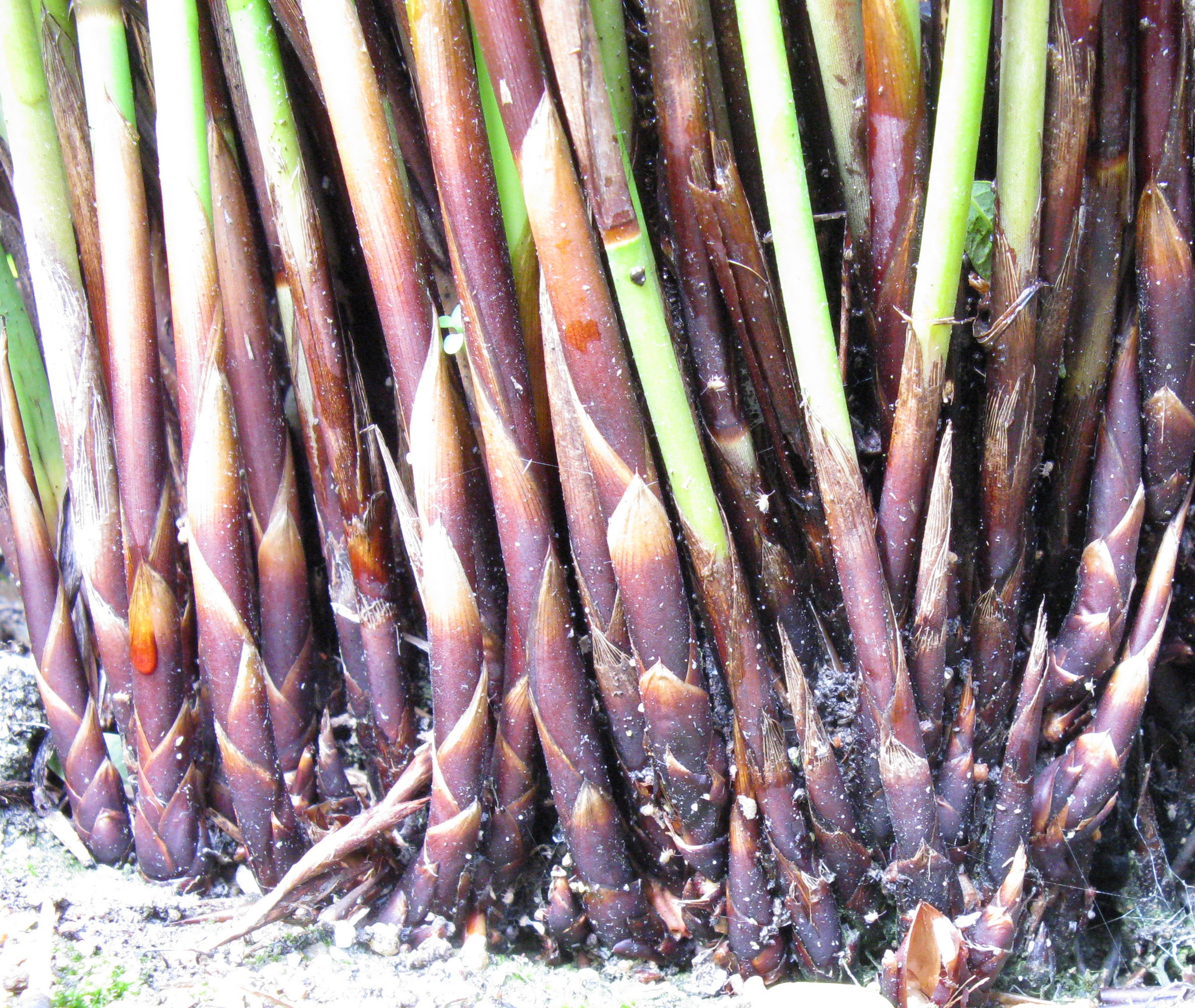

## Dottertaxa tillThamnochortus, i alfabetisk ordning[1]
- Thamnochortus acuminatus
- Thamnochortus amoena
- Thamnochortus arenarius
- Thamnochortus bachmannii
- Thamnochortus cinereus
- Thamnochortus dumosus
- Thamnochortus ellipticus
- Thamnochortus erectus
- Thamnochortus fraternus
- Thamnochortus fruticosus
- Thamnochortus glaber
- Thamnochortus gracilis
- Thamnochortus guthrieae
- Thamnochortus insignis
- Thamnochortus karooica
- Thamnochortus levynsiae
- Thamnochortus lucens
- Thamnochortus muirii
- Thamnochortus nutans
- Thamnochortus obtusus
- Thamnochortus paniculatus
- Thamnochortus papyraceus
- Thamnochortus pellucidus
- Thamnochortus platypteris
- Thamnochortus pluristachyus
- Thamnochortus pulcher
- Thamnochortus punctatus
- Thamnochortus rigidus
- Thamnochortus scabridus
- Thamnochortus schlechteri
- Thamnochortus spicigerus
- Thamnochortus sporadicus
- Thamnochortus stokoei